# 鹿屿

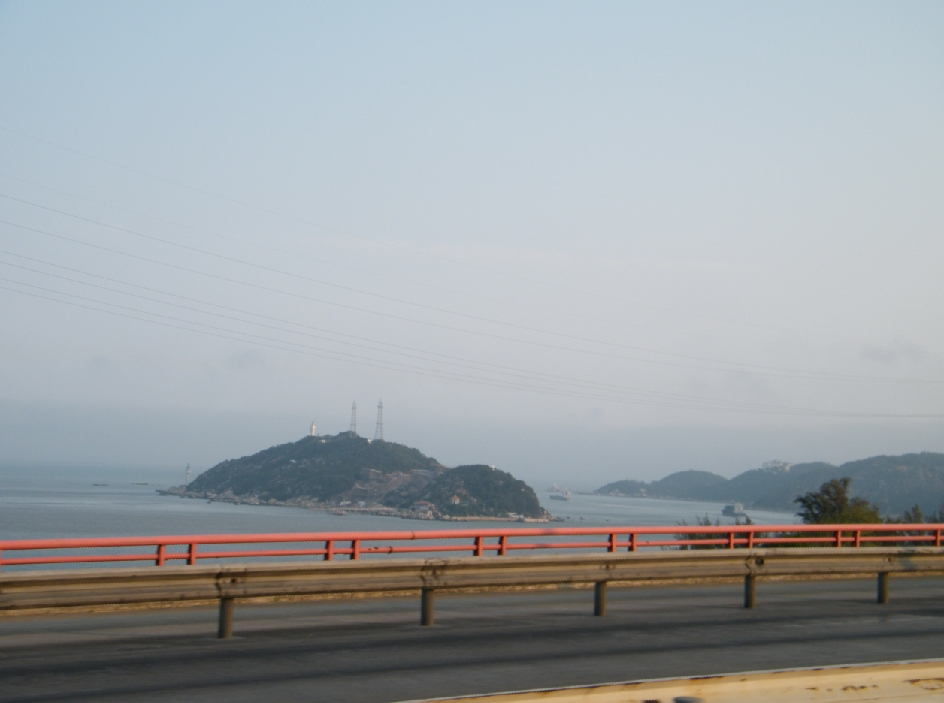
海湾大桥上看鹿屿

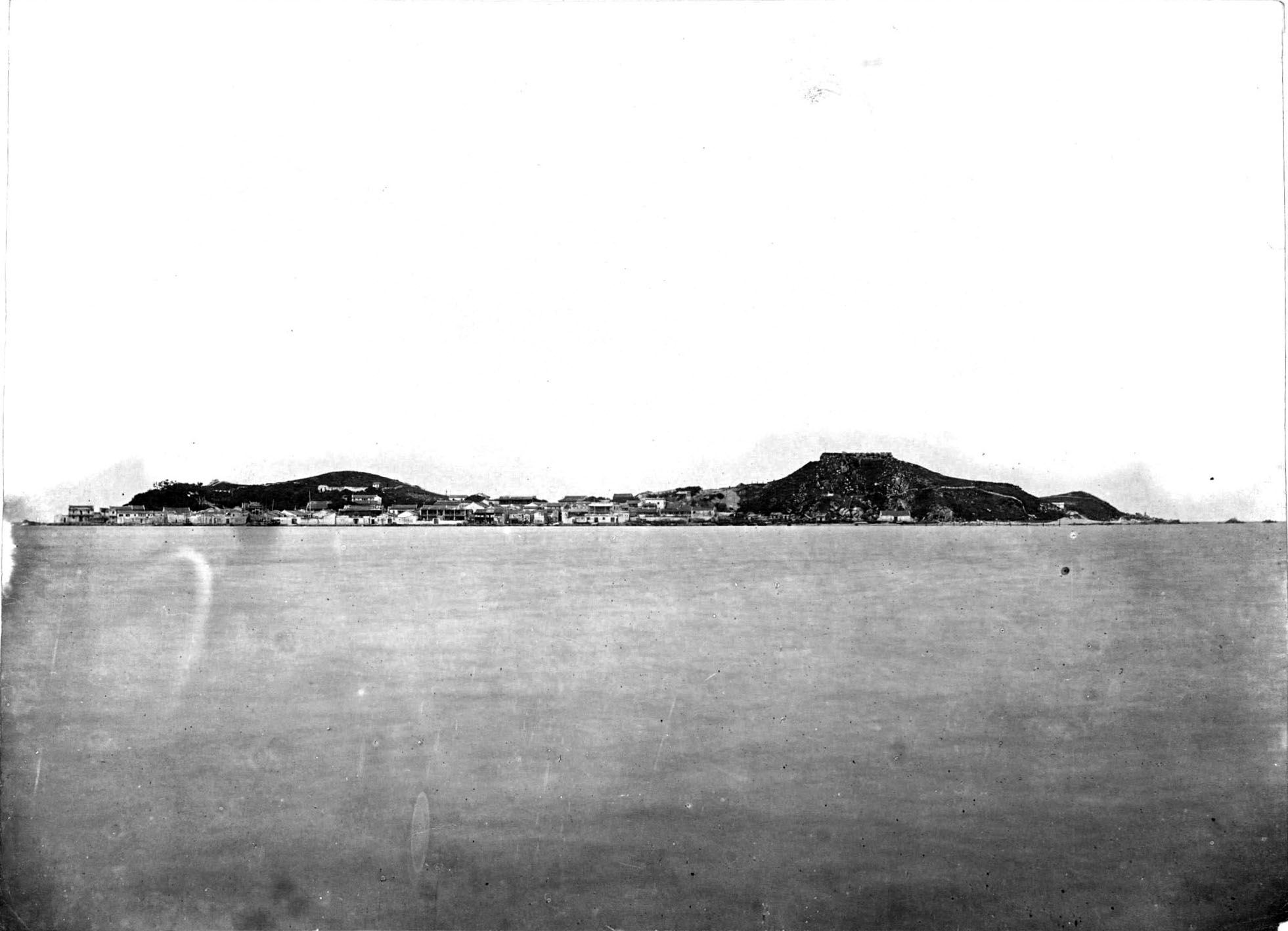
十九世纪，西方人将妈屿、鹿屿合称为“双岛”（Double Island）。1860年到1880年拍攝。

鹿屿又名德洲岛（潮州话“德”、“鹿”同音）位于汕头港出海口、德洲水道东北侧，西南距达濠岛0.5公里，面积0.136平方公里。岛上有建于1880年的灯塔，至今保存完好。